# The Boss (Fernsehserie)
The Boss (Originaltitel: El encargado) ist eine argentinische Dramedy-Serie, die von Pegsa und Star Original Productions für die Walt Disney Company umgesetzt wurde. In Argentinien fand die Premiere der Serie als Original am 26. Oktober 2022 auf Star+ statt. Im deutschsprachigen Raum erfolgte die Erstveröffentlichung der Serie am selben Tag durch Disney+ via Star als Original.
Die Serie wurde um eine vierte Staffel verlängert, die 2025 erscheinen soll.

## Handlung
Als Hauswart sorgt Eliseo für Ordnung in einem noblen Gebäudekomplex und mischt sich nicht selten hinter dem Rücken der Eigentümergemeinschaft in die Belange der Bewohner ein, wenn es ihm angebracht erscheint. Mit dem Bau dieses riesigen Wohnkomplexes wurde eine Art in sich geschlossenes Ökosystem geschaffen, in dem eigene Regeln gelten und eine ganz besondere Dynamik herrscht. Und niemand weiß in dieser Hinsicht besser über alles Bescheid als der Hauswart. Denn der Hauswart ist nicht nur rund um die Uhr in der Wohnanlage im Einsatz, sondern lebt auch selbst dort und kriegt jedes Detail aus dem Leben der Bewohner spitz. Allerdings verbirgt sich hinter der Fassade des gewissenhaften und unterwürfigen Hauswarts ein begnadeter Intrigant. Bescheidenheit und Aufrichtigkeit sind die stärksten Waffen von Eliseo. Bei ihm ist Wissen wahrhaftig Macht. Über die Bewohner weiß er so gut wie alles. Ihre Namen, ihren Tagesablauf, ihre Arbeitsplätze, ihre Beziehungen, ihre Verstrickungen mit anderen Bewohnern und sogar ihre Schwächen und persönlichen Vorlieben. Sein Gehirn dokumentiert praktisch alles, was im Gebäude vor sich geht, zu jeder Zeit. Eliseo nutzt diesen Vorteil gegenüber seinen „Opfern“, um Strategien zu entwickeln, sie gegeneinander auszuspielen und ihre Reaktionen auf sein Verhalten vorauszusehen. Seine Spielerei mit den Bewohnern gleicht dem ewigen Kampf von Katz und Maus. Je nach Laune oder äußeren Umständen, beispielsweise dem drohenden Verlust seines Arbeitsplatzes, kann Eliseo großen Schaden anrichten. Gleichzeitig kann er Gerechtigkeit walten lassen und diejenigen schützen, die er für sanftmütig erachtet. Eliseo agiert wie ein König in seinem eigenen Reich und fungiert als Richter und Henker zugleich.

## Besetzung
| Rolle             | Schauspieler        |
| ----------------- | ------------------- |
| Eliseo            | Guillermo Francella |
| Matías Zambrano   | Gabriel Goity       |
| Paola             | Moro Anghileri      |
| Miguel            | Gastón Cocchiarale  |
| Doña Beba         | Pochi Ducasse       |
| Gabriel           | Darío Barassi       |
| Gómez             | Manuel Vicente      |
| Enrique Salustri  | Jorge D’Elía        |
| Consuelo Salustri | Adriana Aizemberg   |
| Tatiana Yrigoyen  | Mirta Busnelli      |
| Jordi             | Martín Seefeld      |

## Episodenliste

### Staffel 1
| Nr. (ges.) | Nr. (St.) | Deutscher Titel                | Originaltitel                   | Erstveröffentlichung (Argentinien) | Deutschsprachige Erstveröffentlichung (D/A/CH) | Regie                                           | Drehbuch                                                                                            |
| ---------- | --------- | ------------------------------ | ------------------------------- | ---------------------------------- | ---------------------------------------------- | ----------------------------------------------- | --------------------------------------------------------------------------------------------------- |
| 1          | 1         | Ein gefährliches Projekt       | Un proyecto peligroso           | 26. Okt. 2022                      | 26. Okt. 2022                                  | Mariano Cohn & Gastón Duprat                    | Leonardo Di Cesare, Alejandro Angelini, Jerónimo Carranza, Mariano Cohn & Gastón Duprat             |
| 2          | 2         | Ein sympathischer Schachzug    | Una acción solidaria            | 26. Okt. 2022                      | 26. Okt. 2022                                  | Mariano Cohn & Gastón Duprat                    | Leonardo D’Espósito, Jerónimo Carranza, Mariano Cohn & Gastón Duprat                                |
| 3          | 3         | Eine Touristin in Buenos Aires | Una turista en Buenos Aires     | 26. Okt. 2022                      | 26. Okt. 2022                                  | Mariano Cohn, Gastón Duprat & Jerónimo Carranza | Emanuel Diez, Mariano Cohn & Gastón Duprat                                                          |
| 4          | 4         | Eine Liebhaberin für Zambrano  | Una amante para Zambrano        | 26. Okt. 2022                      | 26. Okt. 2022                                  | Mariano Cohn, Gastón Duprat & Jerónimo Carranza | Emanuel Diez, Mariano Cohn & Gastón Duprat                                                          |
| 5          | 5         | Überraschungsbesuch            | Visita sorpresa                 | 26. Okt. 2022                      | 26. Okt. 2022                                  | Mariano Cohn, Gastón Duprat & Jerónimo Carranza | Juan José Becerra, Diego Bliffeld, Mariano Cohn & Gastón Duprat                                     |
| 6          | 6         | Nachtschicht am Steuer         | Chofer nocturno                 | 26. Okt. 2022                      | 26. Okt. 2022                                  | Diego Bliffeld                                  | Leonardo D’Espósito, Martín Bustos, Diego Bliffeld, Jerónimo Carranza, Mariano Cohn & Gastón Duprat |
| 7          | 7         | Therapiebegleiter              | Acompañante terapéutico         | 26. Okt. 2022                      | 26. Okt. 2022                                  | Mariano Cohn & Gastón Duprat                    | Juan José Becerra, Martín Bustos, Diego Bliffeld, Jerónimo Carranza, Mariano Cohn & Gastón Duprat   |
| 8          | 8         | Sabotage im Maschinenraum      | Sabotaje en la sala de máquinas | 26. Okt. 2022                      | 26. Okt. 2022                                  | Jerónimo Carranza                               | Emanuel Diez, Mariano Cohn & Gastón Duprat                                                          |
| 9          | 9         | Der Hausbesetzer von 5B        | El ocupa del 5B                 | 26. Okt. 2022                      | 26. Okt. 2022                                  | Mariano Cohn, Gastón Duprat & Jerónimo Carranza | Emanuel Diez, Mariano Cohn & Gastón Duprat                                                          |
| 10         | 10        | Der Moment der Wahrheit        | La hora de la verdad            | 26. Okt. 2022                      | 26. Okt. 2022                                  | Mariano Cohn, Gastón Duprat & Jerónimo Carranza | Emanuel Diez, Mariano Cohn & Gastón Duprat                                                          |
| 11         | 11        | Phönix aus der Asche           | El ave fénix                    | 26. Okt. 2022                      | 26. Okt. 2022                                  | Mariano Cohn, Gastón Duprat & Jerónimo Carranza | Emanuel Diez, Mariano Cohn & Gastón Duprat                                                          |

### Staffel 2
| Nr. (ges.) | Nr. (St.) | Deutscher Titel | Originaltitel          | Erstveröffentlichung (Argentinien) | Deutschsprachige Erstveröffentlichung (D/A/CH) | Regie                              | Drehbuch                                   |
| ---------- | --------- | --------------- | ---------------------- | ---------------------------------- | ---------------------------------------------- | ---------------------------------- | ------------------------------------------ |
| 12         | 1         | —               | Una mujer solidaria    | 29. Nov. 2023                      | —                                              | Mariano Cohn & Gastón Duprat       | Emanuel Diez, Mariano Cohn & Gastón Duprat |
| 13         | 2         | —               | Una alianza inesperada | 29. Nov. 2023                      | —                                              | Jerónimo Carranza                  | Emanuel Diez, Mariano Cohn & Gastón Duprat |
| 14         | 3         | —               | Un pequeño susto       | 29. Nov. 2023                      | —                                              | Jerónimo Carranza                  | Emanuel Diez, Mariano Cohn & Gastón Duprat |
| 15         | 4         | —               | El último adiós        | 29. Nov. 2023                      | —                                              | Jerónimo Carranza                  | Emanuel Diez, Mariano Cohn & Gastón Duprat |
| 16         | 5         | —               | Allanamiento sorpresa  | 29. Nov. 2023                      | —                                              | Jerónimo Carranza & Diego Bliffeld | Emanuel Diez, Mariano Cohn & Gastón Duprat |
| 17         | 6         | —               | Junta médica           | 29. Nov. 2023                      | —                                              | Emanuel Diez                       | Emanuel Diez, Mariano Cohn & Gastón Duprat |
| 18         | 7         | —               | Aceitunas para todos   | 29. Nov. 2023                      | —                                              | Jerónimo Carranza & Emanuel Diez   | Emanuel Diez, Mariano Cohn & Gastón Duprat |

### Staffel 3
| Nr. (ges.) | Nr. (St.) | Deutscher Titel | Originaltitel                              | Erstveröffentlichung (Argentinien) | Deutschsprachige Erstveröffentlichung (D/A/CH) | Regie                        | Drehbuch                                   |
| ---------- | --------- | --------------- | ------------------------------------------ | ---------------------------------- | ---------------------------------------------- | ---------------------------- | ------------------------------------------ |
| 19         | 1         | —               | La convención                              | 19. Juli 2024                      | —                                              | Mariano Cohn & Gastón Duprat | Emanuel Diez, Mariano Cohn & Gastón Duprat |
| 20         | 2         | —               | Soluciones Integrales Basurto              | 19. Juli 2024                      | —                                              | Jerónimo Carranza            | Emanuel Diez, Mariano Cohn & Gastón Duprat |
| 21         | 3         | —               | Y bueh...                                  | 26. Juli 2024                      | —                                              | Mariano Cohn & Gastón Duprat | Emanuel Diez, Mariano Cohn & Gastón Duprat |
| 22         | 4         | —               | Una segunda oportunidad                    | 2. Aug. 2024                       | —                                              | Mariano Cohn & Gastón Duprat | Emanuel Diez, Mariano Cohn & Gastón Duprat |
| 23         | 5         | —               | Piquito                                    | 9. Aug. 2024                       | —                                              | Jerónimo Carranza            | Emanuel Diez, Mariano Cohn & Gastón Duprat |
| 24         | 6         | —               | Portericidio                               | 16. Aug. 2024                      | —                                              | Diego Bliffeld               | Emanuel Diez, Mariano Cohn & Gastón Duprat |
| 25         | 7         | —               | Eliseo versus el Estado Nacional argentino | 23. Aug. 2024                      | —                                              | Mariano Cohn & Gastón Duprat | Emanuel Diez, Mariano Cohn & Gastón Duprat |

### Staffel 4
| Nr. (ges.) | Nr. (St.) | Deutscher Titel | Originaltitel | Erstveröffentlichung (Argentinien) | Deutschsprachige Erstveröffentlichung (D/A/CH) | Regie | Drehbuch |
| ---------- | --------- | --------------- | ------------- | ---------------------------------- | ---------------------------------------------- | ----- | -------- |
| 26         | 1         | —               | —             | —                                  | —                                              | —     | —        |